# Municipio Morelos (México)
Koordinaten: 19° 47′ N, 99° 40′ W
Morelos ist ein Municipio im mexikanischen Bundesstaat México. Das Municipio hatte beim Zensus 2010 28.426 Einwohner, seine Fläche beläuft sich auf 236,5 km².
Verwaltungssitz des Municipios ist San Bartolo Morelos.

## Geographie
Morelos liegt im zentralen Nordwesten des Bundesstaates México auf einer Höhe von etwa 2700 m bis 3360 m. Das Municipio besteht aus zwei nicht miteinander verbundenen Teilen, einerseits einem größeren, nördlichen Teil um den Hauptort und andererseits einem Teil um den Ort San Lorenzo Malacota weiter südlich. Im Municipio dominieren landwirtschaftlich genutzte Flächen, gut ein Viertel des Municipios ist bewaldet.
Das Municipio Morelos grenzt an die Municipios Villa del Carbón, Municipio Chapa de Mota, Atlacomulco, Timilpan, Jiquipilco und Jocotitlán.

## Orte
Im Municipio befinden sich 45 Ortschaften, von denen sechs mehr als 1.500 Einwohner haben. Größter Ort ist Santa Clara de Juárez mit 3.878 Einwohnern, gefolgt von Barrio Cuarto, San Lorenzo Malacota, San Sebastián Buenos Aires und San Marcos Tlazalpan. Der Verwaltungssitz San Bartolo Morelos ist mit 1.737 Einwohnern nur der sechstgrößte im Municipio.